# 82
82. је била проста година.

## Догађаји
- Конзули Царства. Цезар Домицијан  и Тит Флавије Сабин.
- Формирана је 1. легија Минерве.
- Дион Хризостом је протеран из Рима.